# Strój rozbarski

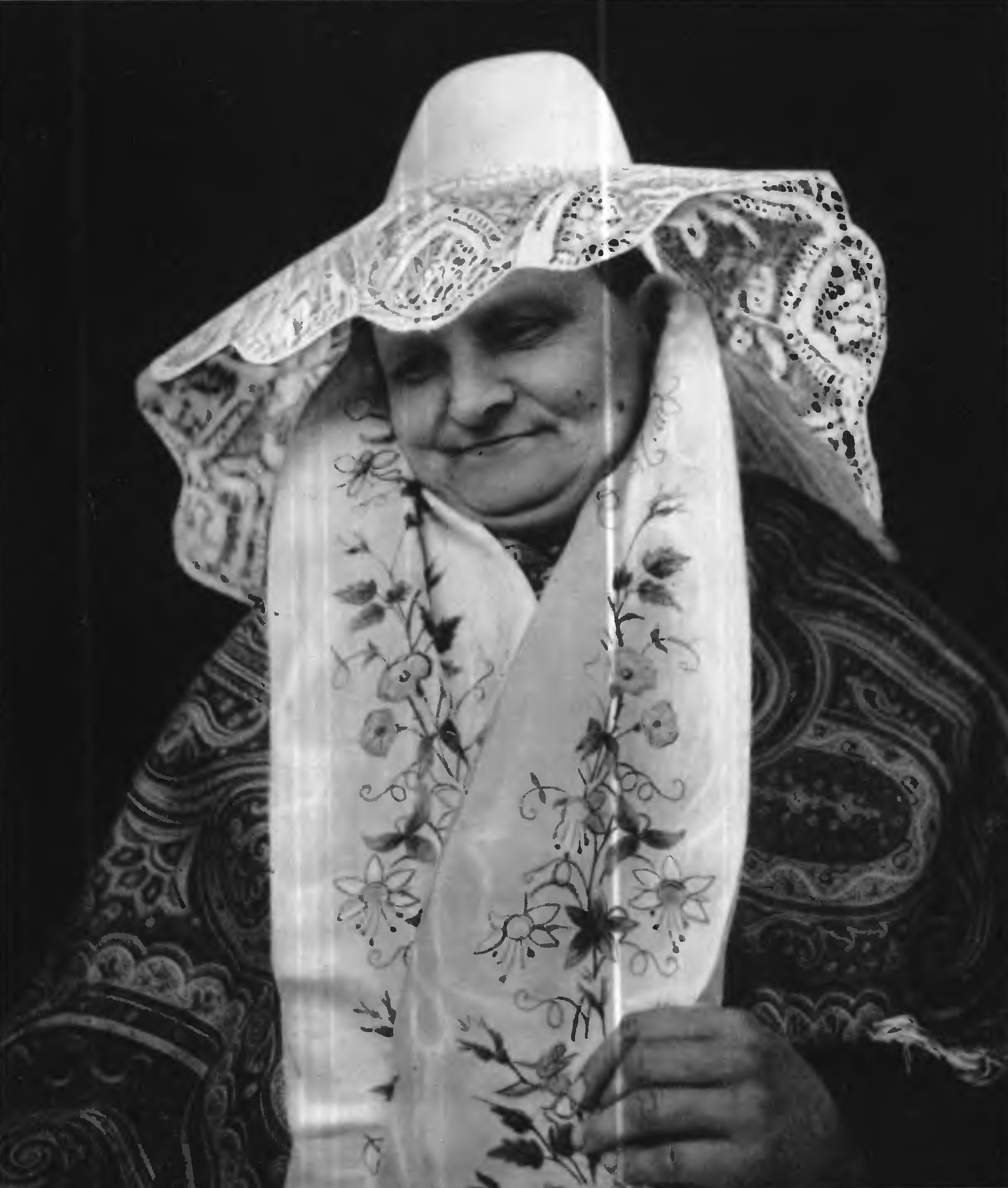
Strój rozbarski kobiecy, około 1930 r.

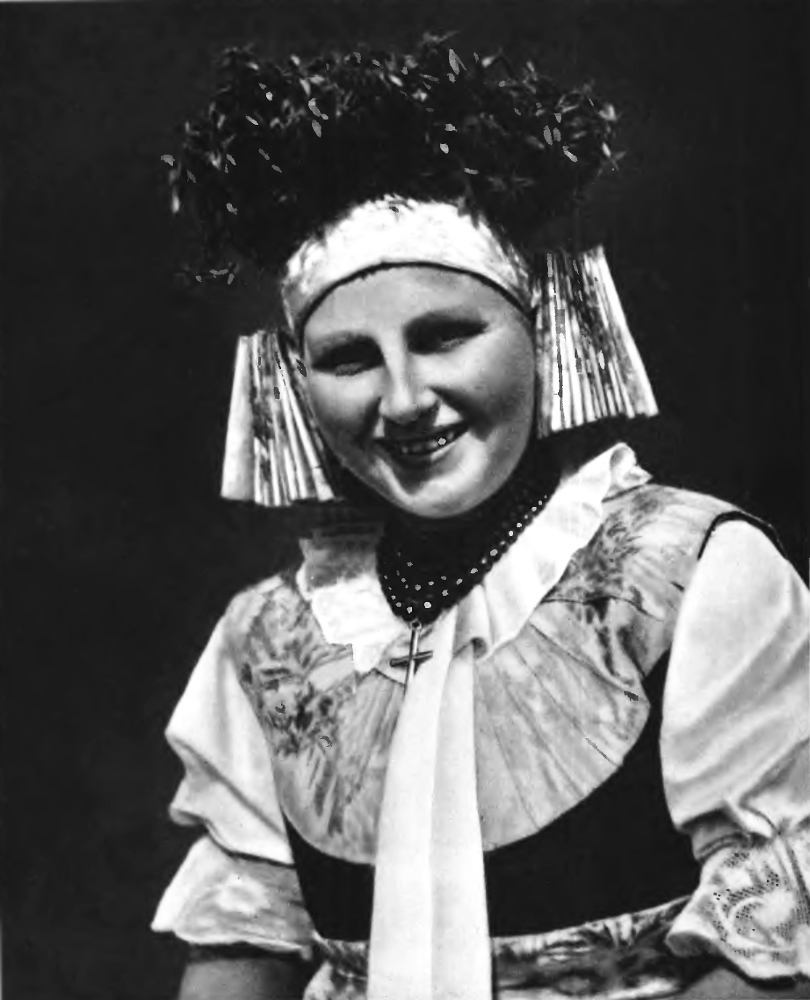
Strój rozbarski kobiecy, lata 30. XX wieku

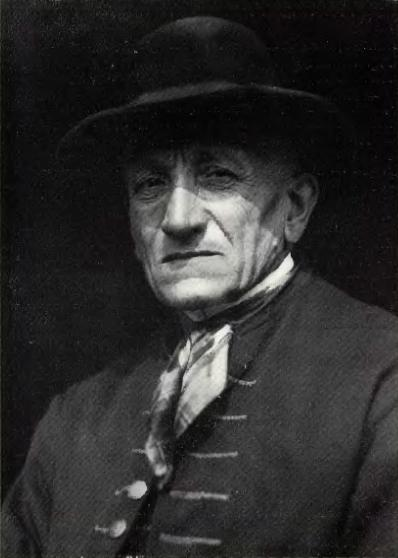
Strój rozbarski męski, około 1933 r.

Strój rozbarski (bytomski, górzański) – jeden z typów strojów ludowych z Górnego Śląska.
Śląskie stroje różnią się w zależności od regionu, a nawet poszczególnych miast i wsi, w jakich były noszone. Tereny występowania elementów wzajemnie przenikały się wraz z przemieszczaniem się ludności w XIX i XX wieku. Szczególnie kobiety – mieszkanki Śląska zaczęły także dostosowywać swoje stroje do mody miejskiej, co także zmieniało wygląd stroju.

## Strój kobiecy

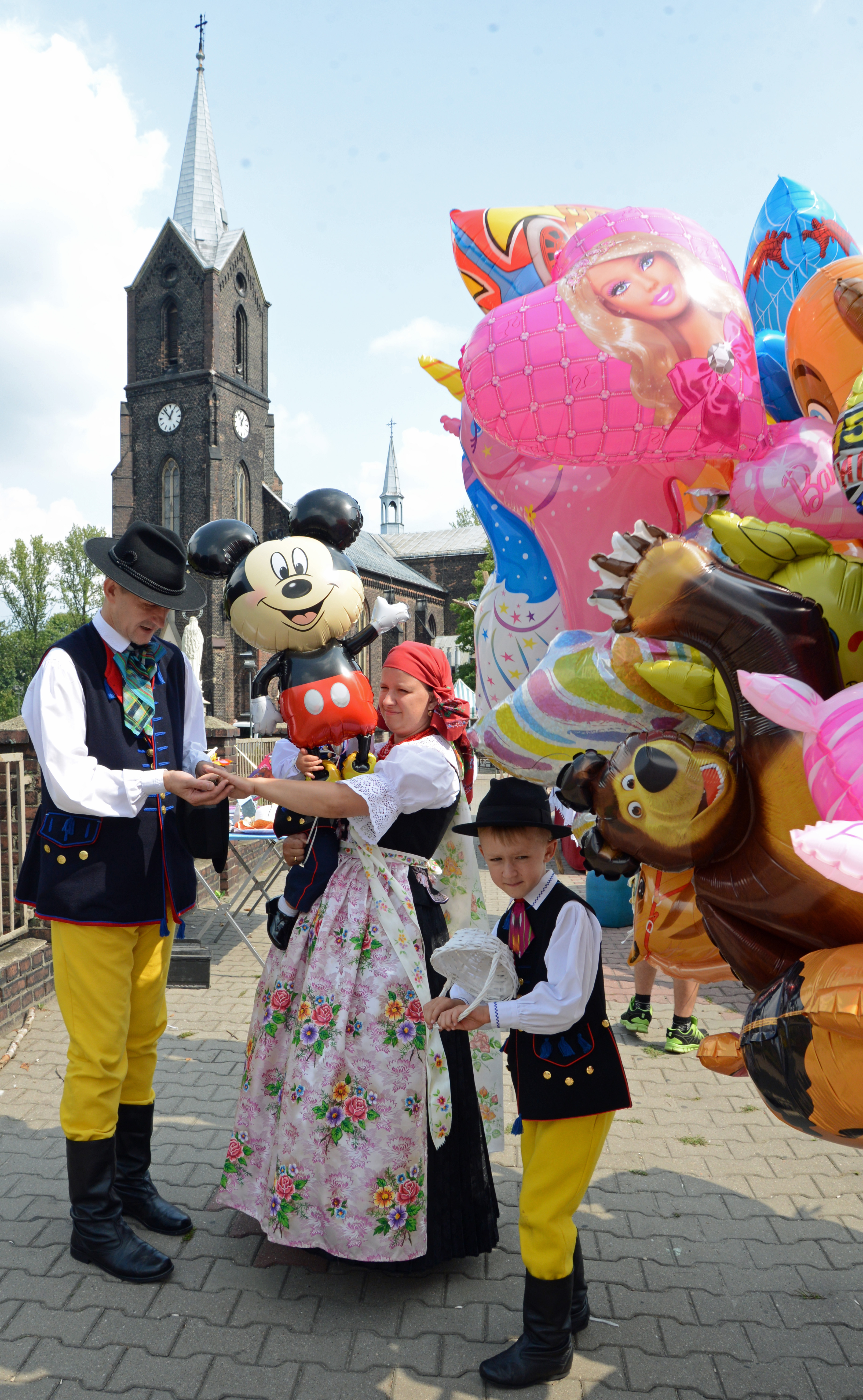
Tradycyjny strój rozbarski męski i damski na odpuście parafialnym w Świętochłowicach-Lipinach

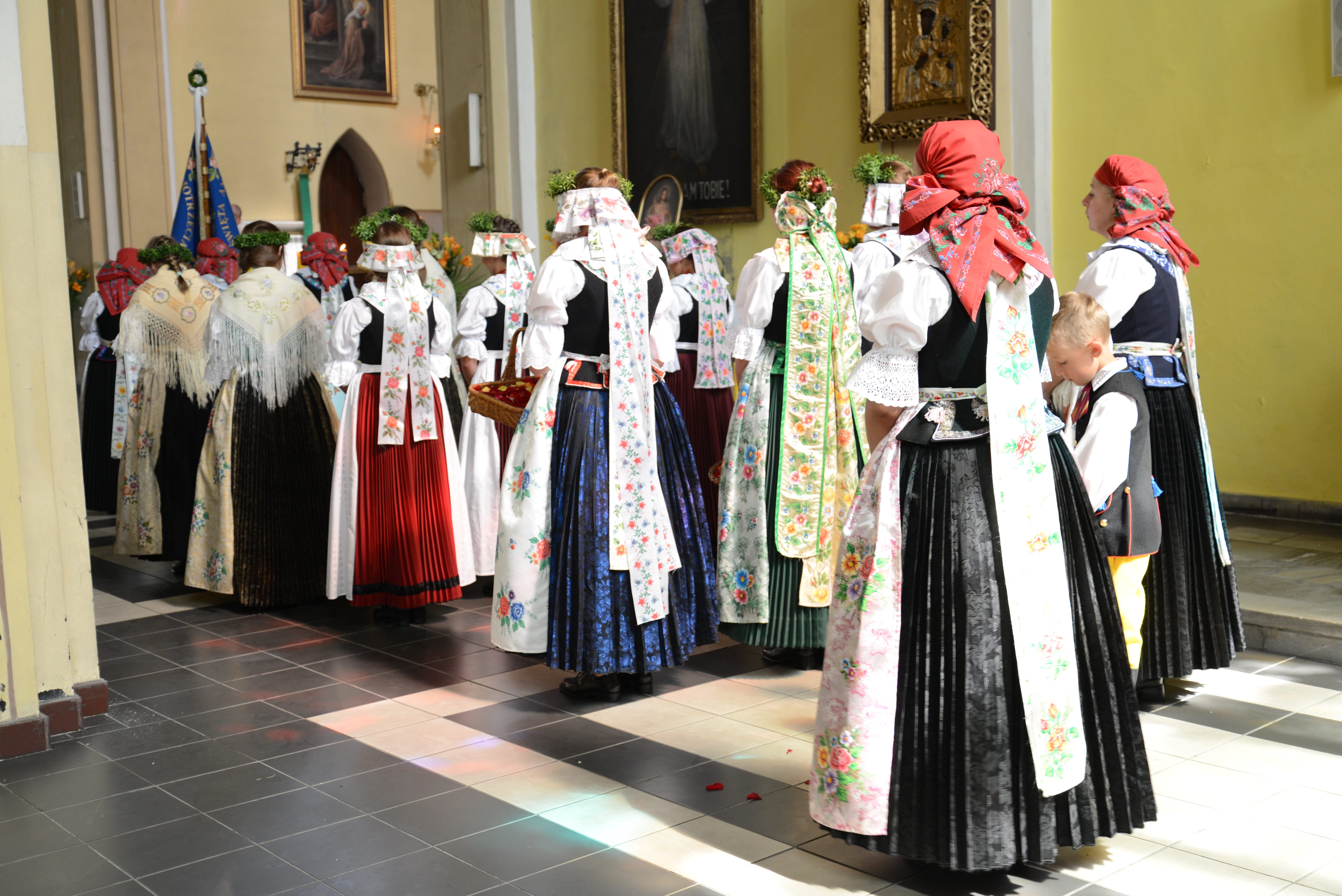
Kobiety w strojach rozbarskich na odpuście w Świętochłowicach-Lipinach

Ślązaczki ubierały strój w typie bytomskim (rozbarskim) w trzech wariantach:
- kiecka, zopaska, kabotek i wierzcheń
- kiecka, zopaska i jakla
- kiecka, zopaska, kabotek i merynka[1]

### Podstawowe elementy
| zdjęcie | nazwa                      | opis |
| ------- | -------------------------- | --- |
|         | kiecka, kecka              | sięgająca do kostek suknia, wkładana przez głowę. Składała się z dwóch części: spodnicy (spódnicy) i lajbika (stanika). Marszczona (lub plisowana – droższa) spódnica skrojona z kilku prostokątów mogła mieć szerokość ok. 5 metrów. Rozporek był umieszczony z przodu (zasłaniany przez fartuch), a z boku, ukryta w fałdach była kieszeń. Dół spódnicy obszywano taśmą (pliśbortą, szczoteczką), aby zabezpieczyć brzeg przed zniszczeniem. Stanik zazwyczaj uszyty z tego samego materiału co spódnica, zapinany był z przodu. Lajbik w kompletnym stroju pozostawał niewidoczny – zasłonięty przez wierzcheń, merynkę lub jaklę. Kiecki zazwyczaj były jednokolorowe, w soczystych kolorach, bardziej stonowanych dla starszych kobiet. |
|         | fortuch, zopaska           | fartuch, prostokątny kawałek materiału przymarszczony w górnej części i zebrany w oszewkę, do której doszyte są troczki. Troczki krzyżowało się z tyłu w pasie i wiązało się z przodu, chowając końcówki pod fartuchem. Od przodu fartuch całkowicie zasłaniał spódnicę. Najbardziej elegancki był fartuch jedwabny, fabrycznie drukowany lub ręcznie malowany w równomiernie rozłożone kwietne bukiety. Zakładano go wierzcheń. |
|         | kabotek                    | biała płócienna bluzka sięgająca pasa, z bufiastymi rękawami do łokcia, zakończonymi koronką. Kabotek zakładany pod wierzcheń posiadał koronkową kryzę wokół szyi, natomiast pod merynkę zakładano kabotek wyłącznie z koronką na rękawach. |
|         | wierzcheń, babski brzuślek | rodzaj kamizelki, gorsetu czy bezrękawnika, zapinany z przodu na guziki. Szyty z cienkiego sukna, zazwyczaj w kolorze czerwonym, dla starszych mężatek granatowy lub czarny (zależnie od miejscowości). Był elementem najbardziej galowej wersji stroju |
|         | jakla                      | Kaftan, żakiet, bluza. Zapinana pod szyją, sięgająca bioder, z tyłu nieznacznie dłuższa, bez zaznaczonej talii, z długimi rękawami. W typie rozbarskim zapinana na guziki. Często wzdłuż brzegów obszywana ozdobnymi taśmami. Najbardziej elegancka była jakla z czarnego jedwabnego adamaszku. |
|         | merynka, szalejka          | chustka z wełny merynosów, kwadratowa (boki 80–92 cm), najczęściej kremowa. Składana po przekątnej, zarzucana na ramiona. Starsza wersja była drukowana fabrycznie w różowe kwiatki wzdłuż brzegów, z wełnianymi frędzlami. Krzyżowana była na piersi, a końce zatykano za oszewkę fatrucha. Nowsza wersja miała jedwabne frędzle, tkanina była gładka (niedrukowana), a róg widoczny na plecach był haftowany w duże kwiaty, najczęściej róże. Końce chusty były na piersi spięte szpilką, zasłaniały stanik kiecki. |

### Modelowanie sylwetki
W celu uzyskania "kopiastej" sylwetki, podobnej do krynoliny, Ślązaczki stosowały różne rozwiązania. Dla poszerzenia sylwetki oraz dla utrzymania ciężaru kolejnych warstw stroju, stosowano kiełbaśnice lub watówki. Pod suknię wierzchnią zakładano też po kilka spódnic. Prócz płóciennych halek, używano spódnice uszyte z różnych kolorowych tkanin, a ich nazwy były związane z rodzajem użytego materiału. Niektóre z nich, w mniej uroczystych okolicznościach, były wykorzystywane jako spódnice wierzchnie.
| zdjęcie | nazwa                                | opis |
| ------- | ------------------------------------ | --- |
|         | flanelka                             | uszyta z jednokolorowej flaneli |
|         | kiełbaśnica, kiełbasa, kiszka, wurst | płócienny wałek o średnicy od 5–10 cm, wypychany wełną, pierzem lub watą. Na obu końcach kiełbaśnica posiadała troczki, służące do zawiązania wokół bioder.                            |
|         | moryrok                              | spódnica w pionowe pasy w różnych kolorach, uszyta z mory. Jeszcze po II wojnie światowej noszona na Górnym Śląsku jako pierwsza warstwa pod kiecką.                                   |
|         | spodnica                             | spódnica z białego płótna, ozdabiana ręcznym haftem dziurkowym (haft angielski), w późniejszym czasie stosowano obszycia z fabrycznej koronki klockowej.                               |
|         | szewiotka                            | spódnica uszyta z szewiotu, miała kolor buraczkowo-czerwony, była plisowana, szerokości 5 metrów. Równolegle do dolnej krawędzi obszyta trzema czarnymi, wąskimi, aksamitnymi taśmami. |
|         | watówka                              | watowana i pikowana spódnica najczęściej z inletu w kolorze wiśniowym, na lajbiku, używana dla nadania kształtu spódnicy oraz dla ocieplenia w zimie                                   |

### Nie wymienione wyżej chusty
| zdjęcie | nazwa                                | opis |
| ------- | ------------------------------------ | --- |
|         | plisiowo chustka                     | chustka z czarnego lub bordowego aksamitu, ozdobiona haftami o motywach kwiatowych i frędzlami. Nazwa wzięła się stąd, iż na Śląsku aksamit nazywano plisiem lizanym. |
|         | plyjt, plejt                         | duża chusta (ok. 130 × 170 cm), wykonana z wełny o różnej grubości, w zależności od pory roku, w której się ją nosiło. Zazwyczaj była czarna, brązowa lub granatowa, często w kratę i ozdobiona frędzlami. Chustę tę nosiło się w ciągu tygodnia składając ja na pół i zarzucając na plecy, w czasie mrozów także na głowę. |
|         | pultok                               | chustka w jasnym kolorze noszona na głowie i wiązana pod szyją. Chustka wykończona szerokimi, półkolistymi koronkami, które układały się pod szyją przypominając szyję indyka, stąd nazwa chustki pultok, co w gwarze śląskiej znaczy indyk. |
|         | purpurka, żurok                      | Purpurka i żurok to górnośląskie nazwy bawełnianej (perkalowej) chustki o wymiarach zbliżonych do kwadratu, z bokami o szerokości ok. 90 cm. Skomplikowany proces barwienia, dający intensywny kolor wywodził się z Turcji, a podstawowym źródłem barwnika była roślina o nazwie marzanna barwierska. Proces barwienia został udoskonalony i rozpowszechnił się w XIX-wiecznej Europie wraz z rozwojem przemysłu włókienniczego. Typowe purpurki wzdłuż krawędzi mają pas szerokości ok. 13 cm, z nadrukowanym motywem kwiatowym oraz – w dwóch przeciwległych rogach – bukieciki kwiatów. Dominującym motywem są róże. Środkowe pole najczęściej jest gładkie, choć spotyka się również purpurki ze środkiem zadrukowanym w drobne ukwiecone gałązki. Purpurka noszona była przez mężatki. Wyjątkiem były żony bogatych gospodarzy z Bytomia i Piekar Śląskich, które nosiły czepce. Żurok był chustką odświętną, zakładaną od wiosny do jesieni. Miał znaczenie symboliczne i obrzędowe. Symbolizował stan małżeński, był elementem paradnego stroju zakładanego m.in. podczas uroczystości rodzinnych (ślub, chrzest, roczek, urodziny itd.). Często wykorzystywano go podczas obrzędu oczepin tam, gdzie nie było przyjęte noszenie czepców. Zakładany był do śląskiego stroju z okazji uroczystości kościelnych (procesje Bożego Ciała, pielgrzymki, odpusty itd.), a także z okazji uroczystości patriotycznych (np. pochodów z okazji rocznicy powstania śląskiego itd.). |
|         | szalinka, szalejka, szalenówka       | kwadratowa lub prostokątna chustka z cienkiej wełny, przeważnie w tureckie wzory, z szeroką bordiura i flędzlami |
|         | szaltuch                             | kwadratowa lub prostokątna chustka w turecki wzór, rzadziej w kratę, o wymiarach ok. 130 -180 cm. Złożoną szalowo lub po przekątnej, noszono latem zarzuconą na ramiona. |
|         | turecka chusta, szpigel, szpigeltuch | duża chusta (ok. 300 × 150 centymetrów), tkana z wełny czesankowej, często z domieszką bawełny lub jedwabiu. Drukowana lub tkana w duże motywy arabesek (tzw. wzory tureckie). Nazwa "szpigel" (niem. spiegel czyli lustro) i "szpigeltuch" wzięła się od czarnego miejsca na środku chusty, z którego, jak w lustrzanym odbiciu. Występowały zazwyczaj w odcieniach czerwieni i pomarańczu, natomiast do ślubu zakładano chusty w odcieniach żółci i zieleni. Wielkość chusty sięgała do 3 na 1,5 metra. Pierwotnie chusty te sprowadzano z Turcji, stąd nazwa "chusta turecka". Od XIX wieku chusty produkowano w Austrii, Czech i Francji (Lyon), inspirowane produktami tureckimi, nazywanymi tiftik (tiftik, tyftyk – szal lub chusta dużych rozmiarów z delikatnej wełny, ręcznie tkanej i haftowanej w motywy palmet lub arabeski. Na przełomie XVIII i XIX w. w Europie tiftik stał się wzorem dla fabrycznej produkcji chust tureckich. |
|         | tybetka                              | chustka z cienkiej wełenki noszona na głowie i wiązana pod szyją lub zarzucana latem na ramiona. Ozdobiona frędzlami i motywami kwiatowymi. |

## Strój męski
Strój mężczyzny nazywa się ancugiem, nazwa ta kojarzona jest głównie z garniturem. Jednak niewielu ludzi pamięta, że w gwarze śląskiej słowo ancug oznaczało ogólnie zarówno komplet męski jak i żeński.
Męski strój rozbarski składał się z ciemnej sukiennej kamuzeli (marynarki), brzuśleka (kamizelki), koszuli, jedbowki (chustki wiązanej wokół szyi), spodni jelynioków i butów kropów lub spodni bizoków i butów sztybletów. Efekty wieńczyło nakrycie głowy.
| zdjęcie | nazwa                                        | opis |
| ------- | -------------------------------------------- | --- |
|         | kamuzela, kamzola, kamizela                  | wierzchnie okrycie męskie z rękawami i bocznymi poziomymi kieszeniami, sięgające poniżej bioder, ze stójką koło szyi, w pasie lekko wcięte. Szyte z ciemnego sukna (czarnego lub granatowego, zależnie od miejscowości), zdobione sznurkami i metalowymi guzikami przyszytymi jednorzędowo, zapinanymi tylko częściowo. |
|         | brzuślek bruclek, bruclik, brzuślak, bruślek | kamizelka podobna krojem i zdobieniami do kamuzoli (ale bez rękawów) i zakładana pod nią |
|         | koszula                                      | płócienna koszula z długimi rękawami zakończonymi mankietem oraz z niewielkim kołnierzykiem, wykończonym mereżką. |
|         | jedbowka                                     | nieduża kwadratowa chustka z jedwabiu, produkcji fabrycznej, z charakterystycznym deseniem w tonacji niebieskiej, zielonej lub fioletowej (zależnie od statusu noszącego) |
|         | jelynioki skórzoki                           | spodnie z irchowej skóry zafarbowanej na żółto, o nogawkach wpuszczanych do butów z cholewami |
|         | bizoki                                       | długie czarne spodnie wełniane z bizą (czerwoną wełnianą wypustką wzdłuż zewnętrznych szwów nogawek) |
|         | kropy                                        | skórzane buty z cholewami, z harmonijkowymi marszczeniami na wysokości kostek, noszone do spodni jelynioków |
|         | sztyblety                                    | skórzane niskie buty noszone do spodni bizoków |
|         | kania                                        | czarny filzowy kapelusz z szerokim rondem |
|         | tworzówka, tchórzówka                        | okrągła czapka z chwostem na aksamitnym, krojonym z trójkątów denku, z przyszytym szerokim otokiem z futra tchórza. Całość na podszewce, watowana. Używana w zimie do płaszcza. Wyszła z użycia po I wojnie światowej.                                                                                                  |
|         | płoszcz                                      | męska sukmana, płaszcz z rękawami, uszyty z fabrycznego sukna, o stojącym kołnierzu, wyciętych po bokach kieszeniach z zapięciem na haftki lub pętlice, przeważnie w granatowym lub czarnym kolorze. Długi, dołem rozkloszowany.                                                                                        |

## Literatura
- Barbara Maria Bazielich – "Śląskie stroje ludowe", Wydawnictwo: "Śląsk", 1988, ISBN 83-216-0512-5
- Barbara Maria Bazielich – "Z bliska i z oddali. Stroje ludowe na Śląsku", Wydawnictwo: Muzeum Śląskie, Katowice 2017, ISBN 978-83-62593-91-0
- Magdalena Rostworowska – "Śląski strój ludowy", Wydawnictwo: Muzeum Narodowe we Wrocławiu, 2001, ISBN 83-86766-22-0
- Marek Szołtysek – "Ślązoczki piykne są!", Wydawnictwo: Śląskie ABC, 2005, ISBN 83-88966-17-0